# Edith Eva Egerová
Edith Eva Eger, rozená Elefánt (* 29. září 1927 Košice), je americká psycholožka – specialistka na léčbu posttraumatické stresové poruchy.

## Život
Narodila se v Košicích, kde byl její otec krejčím.  Její starší sestra Klára hrála na housle a byla přijata na konzervatoř v Budapešti; během 2. světové války byla ukryta svým učitelem hudby. Další její starší sestra Magda byla klavíristka.
Navštěvovala gymnázium a chodila na hodiny baletu. Byla členkou maďarského olympijského gymnastického týmu. V roce 1942 maďarská vláda přijala nové protižidovské zákony a z gymnastického týmu byla vyloučena. V březnu 1944, po německé okupaci Maďarska, byla nucena žít ( se svými rodiči a Magdou) v košickém ghettu. V dubnu 1944 byli spolu s 12 000 dalšími Židy internováni v cihelně. V květnu téhož roku byli deportováni do Osvětimi. Od matky ji oddělil Josef Mengele; její matka byla zavražděna v plynové komoře. Eger ve svých pamětech vypráví, že téhož večera ji Mengele donutil tančit pro něj v jejích kasárnách. Odměnou dostala bochník chleba, který sdílela s ostatními dívkami.
Poté pobývala v různých táborech, včetně Mauthausenu. Nacisté pak, když se blížili Američané a Rudá armáda, Mauthausen a další koncentrační tábory evakuovali. Byla poslána na pochod smrti se svou sestrou Magdou do koncentračního tábora Gunskirchen na vzdálenost asi 55 kilometrů. Když už kvůli vyčerpání nemohla jít dál, poznala ji jedna z dívek, se kterými se dělila o Mengeleho chléb, a odnesla ji spolu s Magdou dál. Podmínky v Gunskirchenu byly tak špatné, že musela jíst trávu, aby přežila, zatímco ostatní vězni přešli ke kanibalismu. Když americká armáda osvobodila tábor v květnu 1945, ležela mezi řadou mrtvých těl. Říká se, že ji zachránil voják poté, co viděl její pohyb ruky. Voják rychle vyhledal lékařskou pomoc a zachránil jí život. Vážila v té době 32 kilogramů a měla poškozená záda, břišní tyfus, zápal plic a zánět pohrudnice.

### Po válce
Edith a Magda se uzdravily v amerických polních nemocnicích a vrátily se do Košic, kde našly svou sestru Kláru. Jejich rodiče a Edithin snoubenec Eric Osvětim nepřežili. Provdala se za Bélu (Alberta) Égera, se kterým se seznámila v nemocnici. Byl to také přeživší Žid, který se během války přidal k partyzánům. V roce 1949 po výhrůžkách komunistů uprchli spolu s dcerou Marianne do Texasu ve Spojených státech. Tam trpěla válečným traumatem a vinou přeživších a nechtěla se svými třemi dětmi o válce mluvit.
Seznámila se s Viktorem Franklem a začala se léčit. V  roce 1978 získala doktorát z klinické psychologie na Texaské univerzitě v El Pasu. Získala také licenci k výkonu psychologie. Otevřela terapeutickou kliniku v La Jolla v Kalifornii a byla povolána na fakultu Kalifornské univerzity v San Diegu.
V roce 1990 se vrátila do Osvětimi, aby čelila svým potlačovaným emocím. Na nátlak Philipa Zimbarda zveřejnila své zážitky ve své první knize The Choice v roce 2017.
Ve své práci psycholožky pomáhá svým klientům osvobodit se od vlastních myšlenek a pomáhá jim nakonec si svobodu vybrat. The Choice se stal bestsellerem New York Times a Sunday Times. Ve své druhé knize The Gift (2020) vybízí čtenáře, aby změnil myšlenky, které nás podle ní vězní, a destruktivní chování, které by nám bránilo. Co se nám v životě stane, není nakonec to nejdůležitější, říká. Spíše je nejdůležitější, co se svým životem děláme.

## Dílo
Její paměti s názvem The Choice: Embrace the Possible, vydané v roce 2017, se staly mezinárodním bestsellerem. Její druhá kniha s názvem The Gift: 12 Lessons to Save Your Life vyšla v září 2020.